# 황금사과 (드라마)
《황금사과》는 2005년 11월 16일부터 2006년 2월 23일까지 방송되었던 KBS 2TV 수목 드라마이다.

## 등장인물
경숙네
- 박솔미 : 김경숙 역
  - 아역 : 이영아
- 김지훈 : 김경구 역
  - 아역 : 김명재
- 지현우 : 김경민 역
  - 아역 : 박지빈
- 고은아 : 금실 역
  - 아역 : 유연미
- 최일화 : 김천동 역
- 방은희 : 금실의 어머니 역
- 이주실 : 김천동의 노모 역

종규네
- 정찬 : 박종규 역
- 이덕화 : 박병삼 역
- 이미지 : 정 여사 역
- 정흥채 : 이 부장 역
- 이우석 : 홍 기사 역
- 윤혜경 : 성희 역

홍연네
- 이인혜 : 정홍연 역
  - 아역 : 박다영
- 이기영 : 정 과장 역
- 이종남 : 임 여사 역

순식네
- 문원주 : 순식 역
  - 아역 : 윤석현
- 정승호 : 창한 역
- 홍예인 : 창한의 부인 역

미자네
- 조미령 : 미자 역
- 김수용 : 봉구 역
- 황범식 : 흥만 역
- 김동주 : 재실 댁 역

그 밖의 사람들
- 백승현 : 상택 역
- 김해인 : 주정은 역
- 임예원 : 한희영 역
- 이종박
- 최다니엘 : 장 순경 역
- 김병기 : 한맥전자 회장 역
- 최예솔
- 고인범
- 박유승
- 김하균
- 김사희
- 이동규

## 수상 내역
- 2005 KBS 연기대상
  - 남자 청소년 연기상 : 박지빈
  - 여자 청소년 연기상 : 유연미
- 제42회 백상예술대상
  - TV 부문 신인 연기상 : 이영아

## 기타
- 2006년 12월 열린 제19회 한국방송작가상(2005년 중후반기부터의 작품 위주) 드라마 부문 본선 후보에 올랐으나, 작가가 심사위원으로 임명된 것[2] 뿐 아니라 "한번 작가상을 받은 사람은 다시 받을 수 없다"[3]는 규정에 걸려 제외되었다.